# Darick Robertson
Darick Robertson (Boston, 10 novembre 1967) è un fumettista statunitense, noto come co-creatore, in qualità di disegnatore, delle serie Transmetropolitan e The Boys.